# Christine Cusin-Paris
Pour les articles homonymes, voir Cusin.
Christine Cusin-Paris, ou simplement Christine Paris, née le 29 octobre 1948 à Paris et  morte le 15 février 1998 à 49 ans, est une journaliste sportive française.

## Biographie
Elle-même athlète de très bon niveau, elle fut championne de France du relais 4 fois 100 m avec le Stade Français.
Elle commence sa carrière de journaliste à l'ORTF en 1970, par l'entremise de Raymond Marcillac. La même année en 1970, elle se marie avec le journaliste Jean-Claude Paris. Elle co-anime de 1977 à 1982 l'émission Stade 2, sur Antenne 2. Elle est considérée à ce titre comme l'une des premières journalistes sportives en France,.
En 1980, elle s'insurge en direct contre la misogynie ambiante dans le milieu, particulièrement de la part de ses confrères journalistes.